# Объяснение
Объяснение является набором утверждений, обычно построенных для описания набора фактов, в которых уточняются причины, контекст и последствия этих фактов. Это описание может устанавливать правила или законы и может разъяснять существующие правила и/или законы в отношении объектов и явлений, которые рассматриваются. Компоненты объяснения могут быть неявными и быть переплетены друг с другом.
Объяснение часто подкрепляется пониманием, которое представлено различными средствами коммуникации, такими как: музыка, текст и графика. Таким образом, объяснение поддается интерпретации и обсуждению.
В научных исследованиях объяснение является одной из целей эмпирического исследования. Объяснение — это способ раскрыть новые знания и сообщить об отношениях между различными аспектами изученных явлений. Объяснение пытается ответить на вопрос «почему» и «как». Объяснения имеют разную объяснительную силу. Формальная гипотеза — это теоретический инструмент, который используется для проверки объяснения в эмпирических исследованиях.

## Аргументы
В то время как аргументы пытаются показать, что что-то есть, будет или должно быть так, объяснения пытаются показать, почему и как что-то есть или будет. Если Фред и Джо обращаются к вопросу о том, есть ли у кота Фреда блохи, Джо может заявить: «Фред, у твоего кота есть блохи. Наблюдаю, что кот чешется прямо сейчас». Джо сделал аргумент, что у кота есть блохи. Однако, если Фред и Джо согласятся с тем, что у кота есть блохи, то у них может возникнуть следующий вопрос, почему это так, и выдвинуть такое объяснение: «Причина, по которой у кота есть блохи, это то, что погода была влажной». Разница в том, что попытка состоит не в том, чтобы решить, истинное утверждение, а для того, чтобы показать почему это так.
Можно сказать, что целью аргументов является содействие знанию, в то время, когда объяснение способствует пониманию.
Аргументы и объяснения во многом напоминают друг друга при использовании в риторике. Это вызывает большие трудности в критическом мышлении потому, что:
- Люди часто не понимают, они аргументируют или объясняют что-то.
- Те же типы слов и фраз используются как для объяснения, так и для аргументов.
- В аргументах часто используются термины «объяснять» или «объяснение» и тому подобное.
- Объяснения часто используются в аргументах и представлены таким образом, чтобы служить аргументами.
- Набор причин.

## Обоснование
Обоснование является причиной того, что кто-то должным образом сохраняет веру, объяснением того, почему вера является подлинной, или указаний о том, как кто знает, что знает.  Утверждения, которые являются оправданием любого действия, принимают форму аргументов. 

## Типы объяснений
Существует множество разнообразных событий, объектов и фактов, которые требуют объяснения. Таким образом, существует много различных типов объяснений. Аристотель признал по крайней мере четыре типа объяснений. Другими типами объяснений является дедуктивно-номологическое, функциональное, историческое, психологическое, редуктивное, телеологическое, а также методологическое объяснения.

## Метаобъяснение
Понятие метаобъяснения важно в поведенческих сценариях, включающих конфликтующих контрагентов. В этих случаях неявный или явный конфликт может быть вызван интересами противоречащих агентов, как указано в их объяснениях, почему они вели себя определенным образом, из-за отсутствия знаний о ситуации или сочетания объяснений несколькими факторами. Во многих случаях, чтобы оценить достоверность объяснений, необходимо проанализировать два следующих компонента и их взаимосвязь:
1) объяснение на фактическом уровне объекта (собственно объяснение);
2) объяснение на теоретическом уровне (метаобъяснение).
Сравнительный анализ обеих ролей проводится для оценки вероятности того, как агенты объясняют сценарии их взаимодействия. Структура включает в себя коммуникативные действия агента и аргументацию, которые наносят поражение отношениям между темами этих действий. Данные как для объектного уровня, так и метаобъяснения могут быть визуально указаны. Метаобъяснение в виде машинного изучения структуры сценария может увеличить обусловленное объяснение аргументами в виде анализа обесценения отдельных требований, чтобы увеличить точность оценки правдоподобия.
Соотношение между объектным уровнем и метаобъяснением можно определить как относительную точность оценки правдоподобия на основе первого и последнего источников. Группы сценариев могут быть объединены на основе этого соотношения; следовательно, такое соотношение является важным показателем поведения человека, связанного с тем, что она объясняет другим людям.